# Madrasserad cell

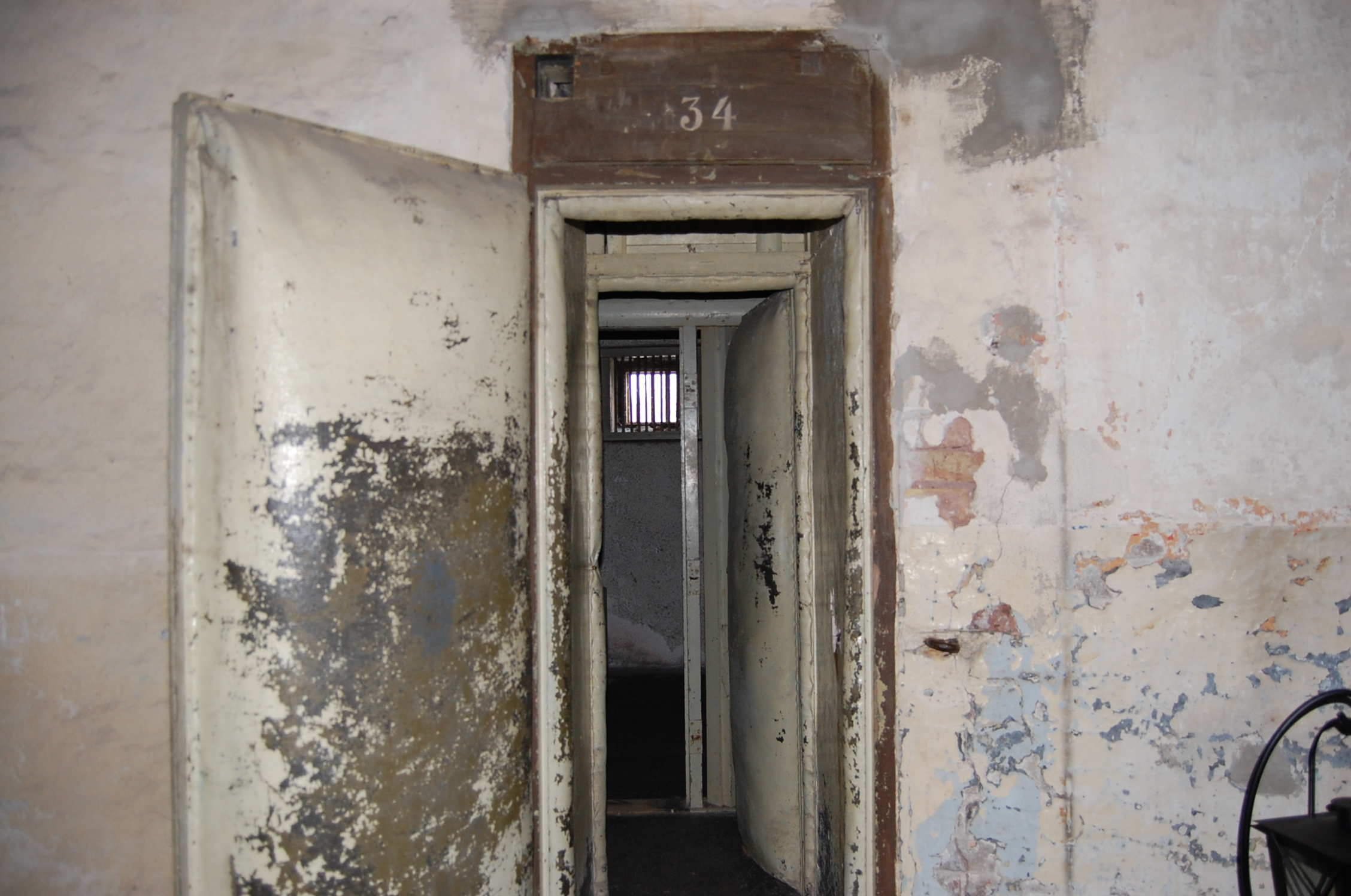
Isoleringscell som varit i bruk på Landskrona citadell.

En madrasserad cell eller isoleringscell är ett låsbart rum med stoppade väggar för tillfällig förvaring på sluten vårdinstitution för att hindra våldsamma patienter från att skada sig själva.
Innan nya psykofarmaka från 1950-talet och framåt revolutionerade den psykiatriska vården, tillämpades en rad olika metoder för att betvinga våldsamt uppträdande från patienter.
Den madrasserade cellen kombinerades ofta med att patienten försågs med tvångströja. För att hindra patienten från att skada sig själv låstes han eller hon in i cellen. Metoden användes ibland även i ett indirekt bestraffningssyfte.